# Lasaeola spinithorax
Lasaeola spinithorax là một loài nhện trong họ Theridiidae.
Loài này thuộc chi Lasaeola. Lasaeola spinithorax được Eugen von Keyserling miêu tả năm 1886.